# مردم کمبوجه
کَمبوجه (Kamboja) نامی قومی باستانی و ایرانی‌تبار (گمان می‌رود از نژاد سکاها باشند) یا هندوایرانی که در شمال خاوری فلات ایران (پاکستان امروزی) می‌زیستند.
کمبوجه‌ها به داشتن نژادهای عالی اسب و مهارت در سوارکاری مشهور بودند. در سده‌های دوم و یکم پیش از میلاد دسته‌هایی متحد از کمبوجه‌ها، سکاها و پَهلَوها از راه شمال، افغانستان کنونی، به شبه‌قاره هند وارد شده و در آنجا پراکنده شدند و (براساسِ آنچه در مهاباراتا آمده‌است) بعدها شاهنشاهی کمبوجه را در هند بنیان گذاردند.
این نام در نوشته‌های سنسکریت و پالی ثبت شده‌است.